# Доменіко Аркурі
Доменіко Аркурі (італ. Domenico Arcuri, 10 липня 1963, Меліто-ді-Порто-Сальво) — італійський менеджер і урядовець. У березні 2020 року прем'єр-міністр Джузеппе Конте призначив його надзвичайним уповноваженим із запровадження санітарно-епідеміологічних заходів для стримування епідемії COVID-19, що є однією з найвпливовіших посад під час надзвичайної ситуації. Аркурі обіймав посаду до березня 2021 року, коли його відправив у відставку прем'єр-міністр Маріо Драґі у зв'язку з підозрою в отриманні 77 мільйонів євро як комісії за купівлю захисних масок.

## Біографія
Доменіко Аркурі народився в Меліто-ді-Порто-Сальво поблизу Реджо-Калабрія у 1963 році. Після навчання у Військовій школі Нунціателла в Неаполі у 1986 році він закінчив економіку та комерцію у Вільному міжнародному університеті соціальних наук Гвідо Карлі в Римі з дисертацією під назвою «Економіка і соціальна прибутковість державних інвестицій на Півдні».

### Професійна кар'єра
Після закінчення університету Аркурі почав працювати в Інституті промислової реконструкції (IRI), де обіймав керівні посади в різних компаніях, що входять до групи, набувши особливого досвіду в галузі телекомунікацій, радіо і телебачення. У 1992 році він приєднався до «Pars», спільного підприємства «Arthur Andersen» і «General Electric Company», яке працювало в секторі високотехнологічного консалтингу, де він став генеральним директором лише через 2 роки.
У 2004 році Аркурі став генеральним директором італійської філії «Deloitte» «Deloitte Consulting», яка активно працює в сфері бізнес-консалтингу; а в 2007 році він був призначений генеральним директором «Invitalia», державної компанії, яка зосереджена на розвитку виробничої системи, територіальної єдності та реіндустріалізації колишніх промислових зон.

### Пандемія COVID-19
18 березня 2020 року прем'єр-міністр Джузеппе Конте призначив Аркурі надзвичайним уповноваженим із запровадження та координації заходів щодо стримування та боротьби з надзвичайною епідеміологічною ситуацією, спричиненою COVID-19. Аркурі де-факто замінив Анжело Борреллі, голову служби цивільного захисту, який займався цією надзвичайною ситуацією з січня 2020 року. Як уповноважений він також організував кампанію вакцинації, яка стартувала 27 грудня 2020 року.
У березні 2021 року новий прем'єр-міністр Маріо Драґі замінив його на армійського генерала Франческо Паоло Фільюоло.